# Dacht-e Lout
Le Dacht-e Lout ou Désert de Lout (en persan : دشت لوت / Dašt-e Lut, « désert du vide », également transcrit Dasht-e Lut) est un grand désert salé de la province de Kerman dans le sud-est de l'Iran, inscrit depuis 2016 sur la Liste du patrimoine mondial de l'UNESCO. Il est principalement composé de champs de dunes, de formes érodées (yardangs) et de plateaux rocailleux (hamadas). Les températures y sont parmi les plus chaudes au monde, avec environ 50 °C sous abri Stevenson, et seules les bordures du désert connaissent une occupation humaine.

## Étymologie
Le Dacht-e Lout ou Dasht-e Lut tire son nom de « lut » qui signifie nu et vide en azéri et « dacht » qui signifie plaine en persan,.

## Température et aridité
C'est l'un des endroits les plus chauds du monde, derrière le désert des Mojaves, le Sahara et le désert d'Arabie. On y a enregistré une température maximale du sol exposé au rayonnement solaire direct — mesurée par télémétrie satellite — de 80,8 °C. À titre de comparaison, le record mondial sur ce type de température est de 93,9 °C le 15 juillet 1972 dans la Vallée de la Mort, aux États-Unis. La température de l'air sous abri Stevenson, qui est beaucoup plus basse, est de l'ordre d'environ 50 °C dans le Dacht-e Lout et 54,4 °C à 56,7 °C dans la Vallée de la Mort.
Le désert de Lout est également l'un des plus arides derrière les vallées sèches de McMurdo en Antarctique, le désert d'Atacama et le désert des Mojaves. Son bassin versant fait partie du bassin du plateau central iranien. 

## Description

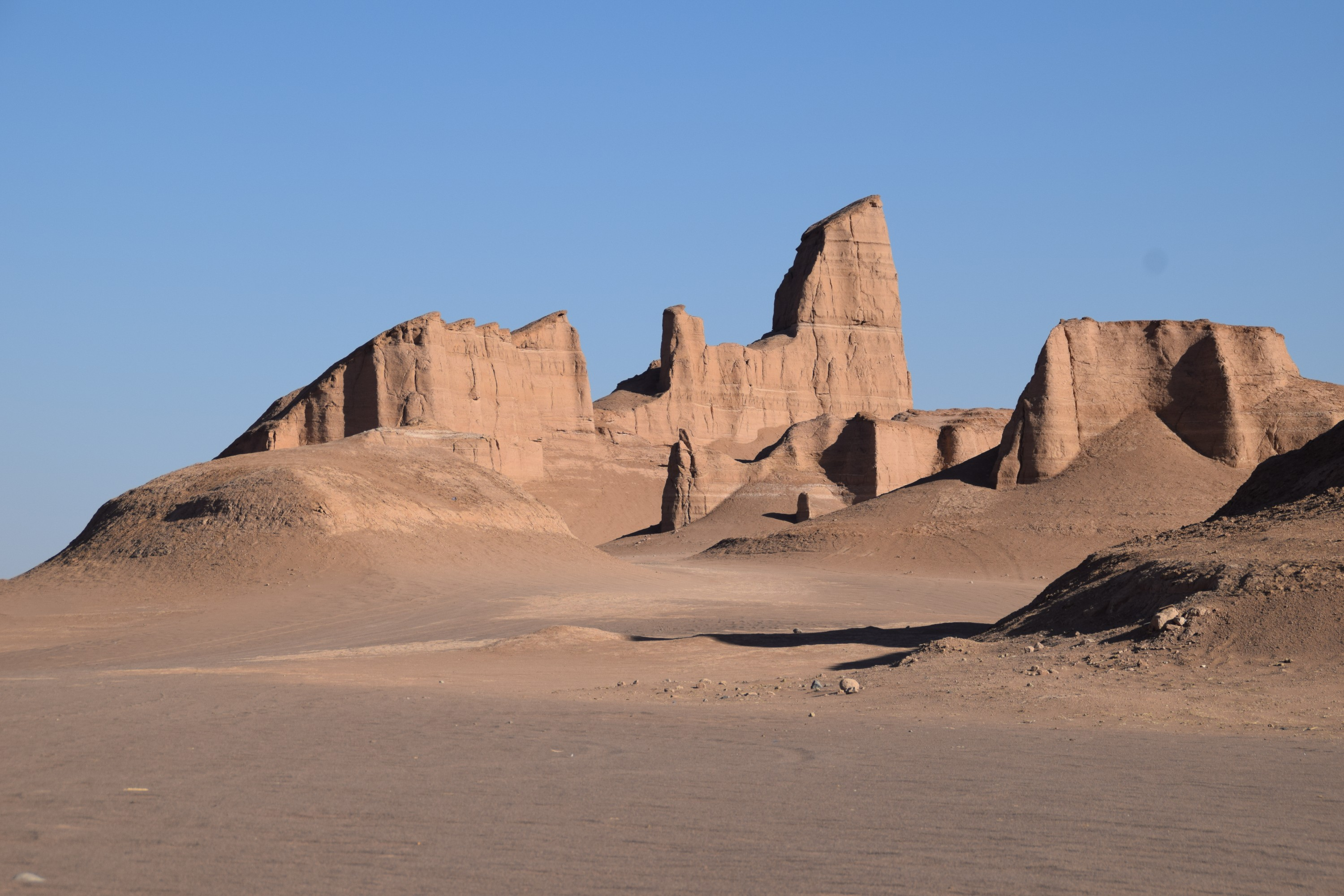
Kalout dans le Dacht-e-Lout.

Le centre de ce désert a été sculpté par des vents violents en une série de crêtes et de sillons parallèles, s'étendant sur 150 km et atteignant 75 mètres de hauteur. Ces formes érodées aux contours surprenants, appelées kalūt ou yardangs par les géomorphologues, ressemblent à des édifices en ruines et des récits de voyageurs témoignent du fait qu'on les a prises quelquefois pour des ruines de villes. Elles occupent un tiers de la surface de Dacht-e Lut. Cette zone est également criblée de ravins et de gouffres. 

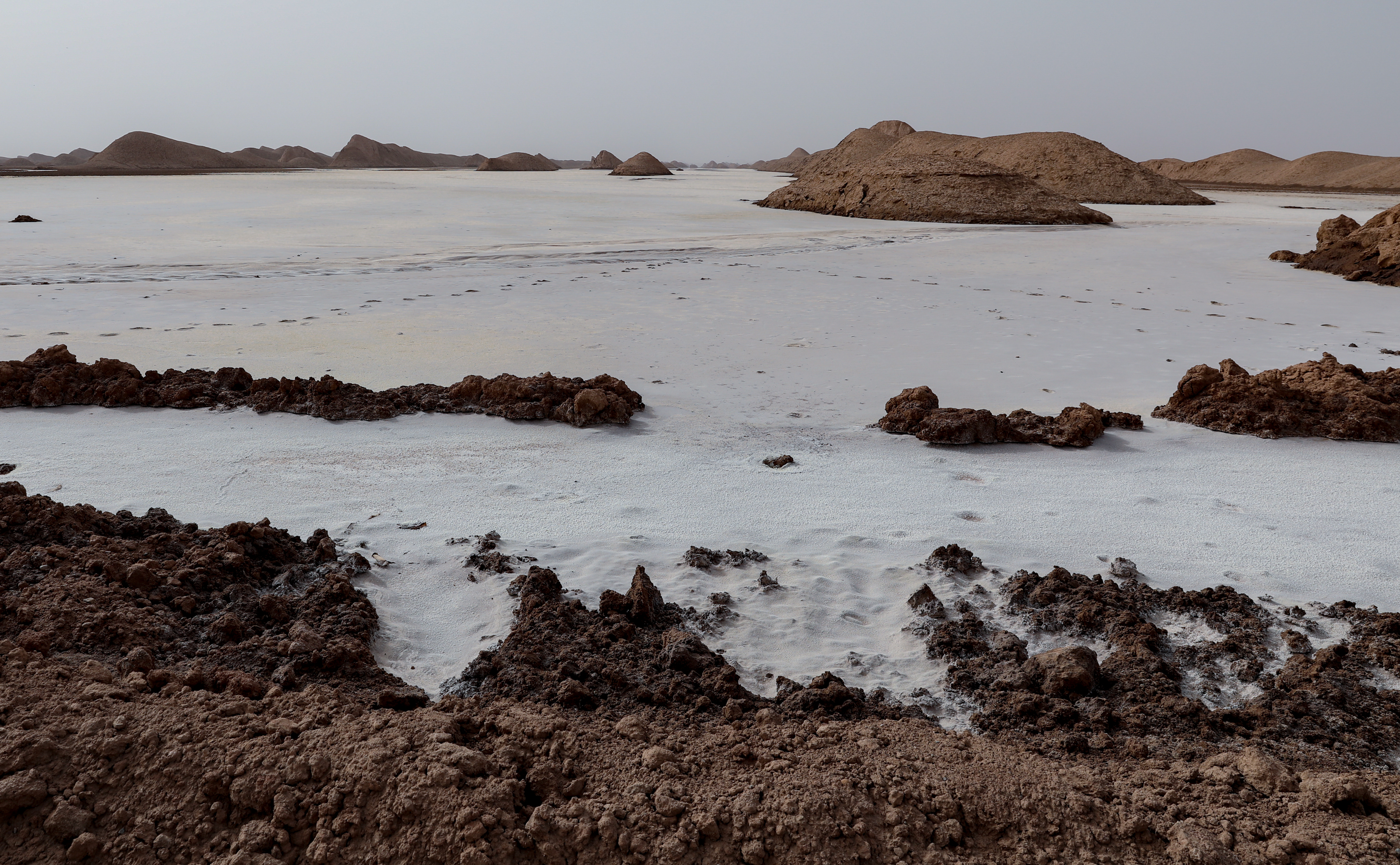
Désert de sel.

La partie orientale du Dacht-e Lout est un plateau bas couvert de marais salants. L'érosion éolienne arase des rochers qui prennent la forme de vastes plateaux rocailleux (appelés hamadas par les géographes) qui occupent environ 12 % du désert. Les minéraux dissous laissés par les cours d’eau produisent des efflorescences blanches de cristaux. 

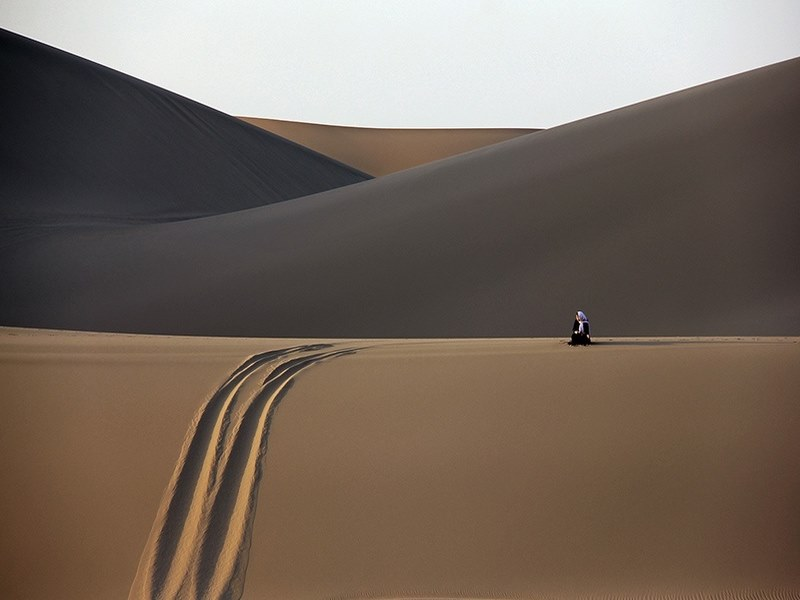
Erg dans le Dacht-e Lout.

Le sud-est est une vaste étendue de sable, comme un erg saharien, avec des dunes hautes de 475 mètres, parmi les plus hautes du monde. Les ergs du désert de Lout se caractérisent aussi par la diversité de leurs formes, selon l'UNESCO : « crêtes en forme de croissant, dunes en forme d’étoile, dunes linéaires complexes, dunes en forme d’entonnoir ». Les champs de dunes occupent 40 % de la surface du désert. 

## Occupation humaine
Seule la marge occidentale du désert est habitée. 28 villages y sont établis, dont le plus peuplé compte 700 habitants. 
Les traces les plus anciennes d'habitation datent de 7 000 ans, mais là encore, la zone concernée se trouve en bordure du désert.

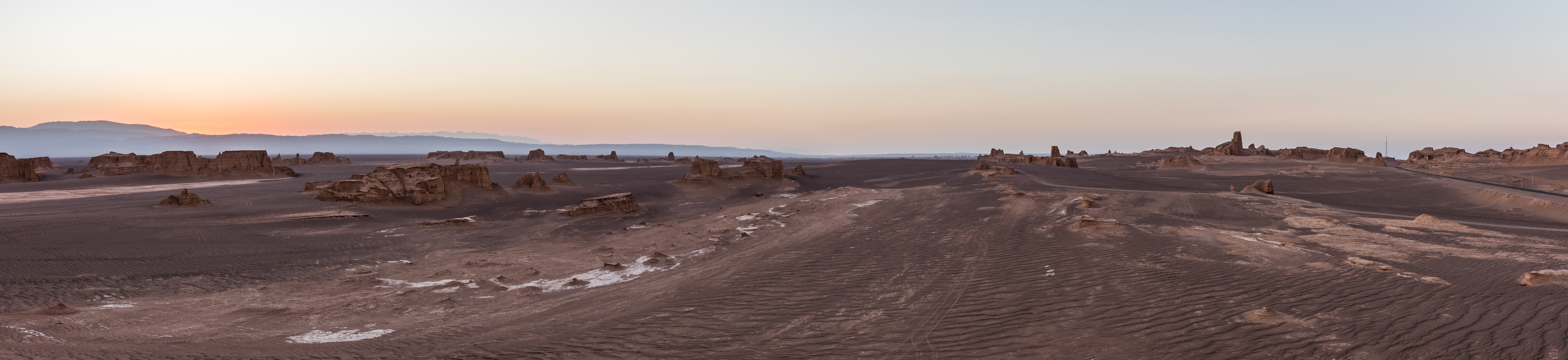
Panorama du désert de Lout.